# NRC Handelsblad

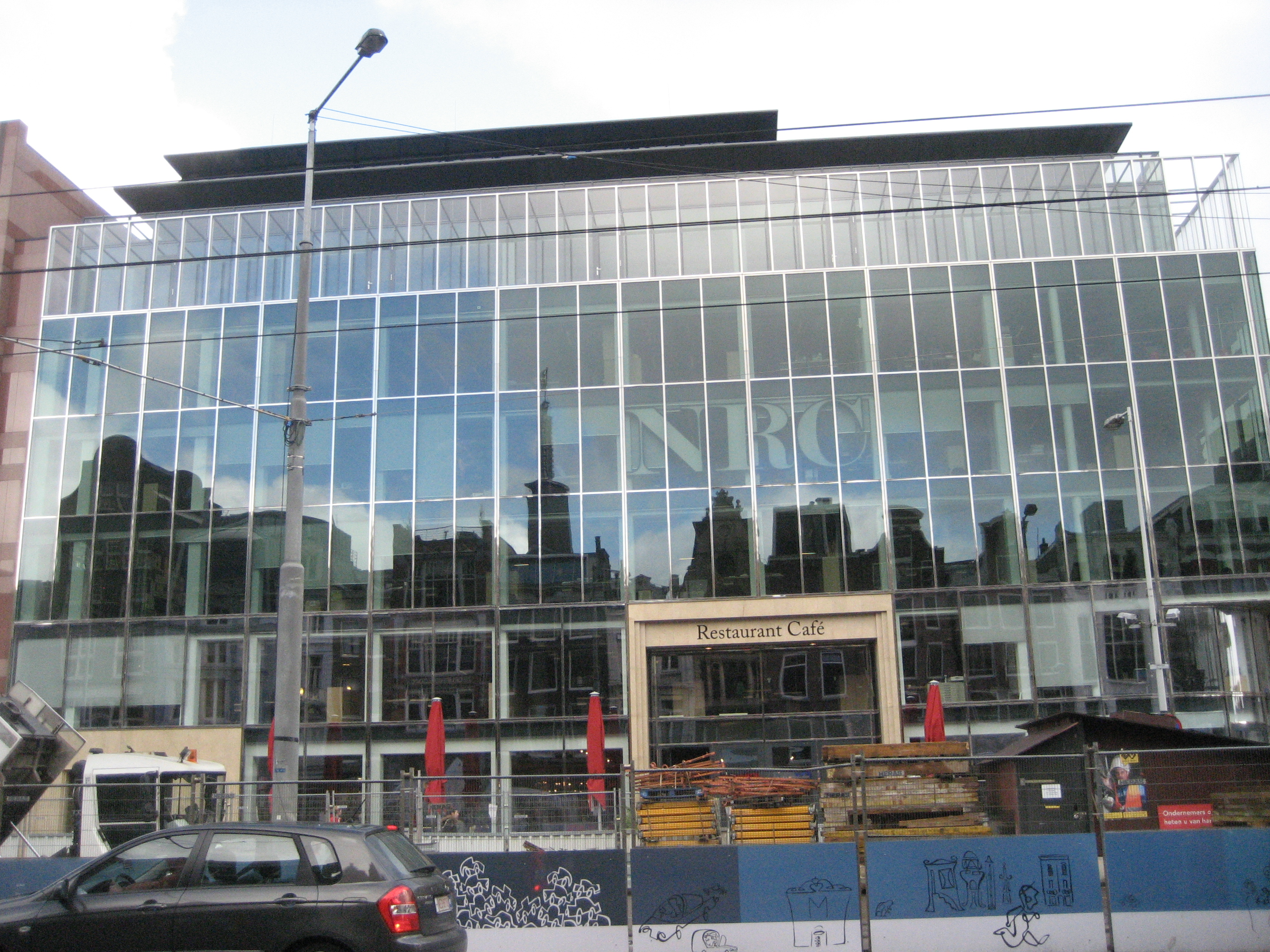
NRC-Redaktion in Amsterdam

Das NRC Handelsblad ist eine niederländische überregionale Abendzeitung. Sie entstand 1970 aus der Fusion des Algemeen Handelsblad mit dem Nieuwe Rotterdamsche Courant. Im ersten Quartal 2008 betrug die bezahlte Auflage der Zeitung 204.572 (Print) und 6.453 (E-Zeitung) Exemplare. Chefredakteur ist seit 2019 René Moerland. Die Zeitung ist Mitglied im journalistischen Recherche-Netzwerk European Investigative Collaboration (EIC).

## Geschichte
Die Vorgängerzeitungen des NRC Handelsblad waren die Amsterdamer Zeitung Algemeen Handelsblad (gegründet 1828 durch J.W. van den Biesen) und der Rotterdamer Nieuwe Rotterdamsche Courant (gegründet 1844 durch Henricus Nijgh). Eine Zusammenarbeit zwischen beiden Zeitungen bestand bereits seit dem Dezember 1964. Durch die zunehmende Popularität von Fernsehen und Radio verloren beide Zeitungen Leser und auch Anzeigen, zudem gab es einen Anstieg der Papier- und Druckkosten. Aus diesem Grund wurde schließlich eine Fusion beider Zeitungen näher ins Auge gefasst.
Die Fusionspläne stießen auf Widerstand beider Redaktionen, die jeweils für sich andere Schwerpunkte gesetzt hatten. Das Algemeen Handelsblad berichtete bevorzugt über gesellschaftliche und kulturelle Entwicklungen, während der Nieuwe Rotterdamsche Courant (inter-)nationale Politik und Wirtschaft im Visier hatte. Letztendlich war einer Fusion nicht mehr zu entrinnen, sodass man sich an die Konzeption der neuen Zeitung machte. Diese sollte sich an ausländischen Vorbildern wie The Times, The Guardian und Süddeutsche Zeitung orientieren und an ein gebildetes Publikum ohne große parteiliche und kirchliche Bindungen wenden. In der Konzeption fanden sich auch bislang nicht umgesetzte Ideen der Redaktion des Algemeen Handelsblad wieder. Der angestrebten Zielleserschaft zum Trotz sollte sich später herausstellten, dass auch die neue Zeitung zum Liberalismus tendierte, schon 1967 hatten beide Vorläufer eine Wahlempfehlung für die VVD abgegeben. Zudem enthüllte Joop van Tijn in der am 28. März 1970 erschienenen Ausgabe von Vrij Nederland, dass beide Zeitungen in den letzten neun Tagen vor der Parlamentswahl kostenlos Wahlanzeigen der VVD abgedruckt hatten.
Am 1. Oktober 1970 erschien die erste Ausgabe der neuen Fusionszeitung. Der Redaktionssitz war Rotterdam. In Amsterdam und dem nördlichen Teil der Niederlande hieß das NRC Handelsblad bis Mai 1972 noch Handelsblad NRC. Die Entwicklung verlief was die Auflage betraf zunächst weiterhin ungünstig. Von den drei Chefredakteuren Jérôme Heldring (ursprünglich Nieuwe Rotterdamsche Courant), Henk Hofland und André Spoor (ursprünglich Algemeen Handelsblad) blieb 1972 nur noch letzterer übrig. 1975 gelang es jedoch, das Steuer herumzureißen, die Zeitung gewann von da an deutlich an Auflage und konnte sich als das Renommierblatt der Niederlande etablieren. 1995 wurde mit dem ersten Internetauftritt einer überregionalen niederländischen Tageszeitung Pionierarbeit geleistet.
Im gleichen Jahr wurde der Herausgeber des NRC Handelsblad Dagblad Unie, der auch die Schwesterzeitung Algemeen Dagblad herausgab, von seinem Eigentümer Reed Elsevier für 865 Millionen Gulden an PCM Uitgevers verkauft. Damit wurde das NRC Handelsblad Teil eines Konzerns, der nun das Monopol über die überregionalen Qualitätszeitungen der Niederlande besaß.
Als der Mutterverlag PCM Uitgevers im Jahr 2009 an den belgischen Zeitungskonzern De Persgroep verkauft wurde, stimmte die niederländische Wettbewerbsbehörde Nederlandse Mededingingsautoriteit nur unter der Bedingung zu, dass NRC Medien anderweitig verkauft würde. Käufer waren der niederländische Finanzinvestor Egeria der C&A-Eigentümerfamilie Brenninkmeijer (80 Prozent) und der TV-Sender Het Gesprek (20 Prozent), der unter anderem dem Medienunternehmer Derk Sauer gehört. Egeria gehören heute 91 Prozent, Sauer neun Prozent des Verlags.
Im November 1998 wurde ein Magazin mit dem Namen „M“ geschaffen, dieses wird seit März 2000 der ersten Samstagsausgabe des jeweiligen Monats beigelegt. Wie den anderen niederländischen Zeitungen auch brachte die neue Konkurrenz in Form des Internets und die seit 1999 erscheinende Gratiszeitung metro Auflagenverluste mit sich, dieser Entwicklung wurde im März 2006 mit dem Ableger nrc.next begegnet, der im Gegensatz zur Mutterzeitung eine Morgenzeitung ist und sich an jüngere Leser wendet, die nicht mehr so sehr wie ihre Vorgängergenerationen bereit sind zu einer Tageszeitung zu greifen bzw. die neueren Gratiszeitungen bevorzugen. Seit Dezember 2012 ist der Redaktionssitz Amsterdam.
2015 wurde NRC an die belgische Mediengruppe Mediahuis verkauft.

### Internet
- 1995 – Im Juli geht das NRC Handelsblad als erste überregionale Tageszeitung der Niederlande online.
- 2004 – Die Zeitung erscheint seit dem November auch als E-Zeitung. Der Onlinebereich wird in einen frei zugänglichen und bezahlten Bereich aufgeteilt, bei letzterem ist der Zugriff auf das Zeitungsarchiv möglich.
- 2005 – Die Online-Ausgabe wird mit Web-Feeds ergänzt.

### Bisherige Chefredakteure
| André Spoor, Jérôme Heldring, Henk Hofland | 1970–1972 |
| André Spoor                                | 1972–1983 |
| Wout Woltz                                 | 1983–1990 |
| Ben Knapen                                 | 1990–1996 |
| Folkert Jensma                             | 1996–2006 |
| Birgit Donker                              | 2006–2010 |
| Peter Vandermeersch                        | 2010–2019 |
| René Moerland                              | seit 2019 |

## Auflagenentwicklung
Nach der Fusion sank die verkaufte Auflage zunächst leicht von 106.121 im Jahr 1970 auf 97.474 im Jahr 1975, von da an ging es jedoch stetig bergauf, 1995 war ein Wert von 270.950 erreicht. Seit der Jahrtausendwende müssen sich die niederländischen Tageszeitungen mit neuer Konkurrenz wie dem Internet und den Gratiszeitungen auseinandersetzen (1999 starteten metro und Sp!ts), die Auflage ist seitdem deutlich gefallen und lag im vierten Quartal 2007 nur noch bei knapp über 200.000 Exemplaren. Die Akzeptanz der E-Zeitungsausgabe ist bislang bei weitem nicht so hoch wie bei derjenigen der Schwesterzeitung de Volkskrant.
| Jahr      | 2000    | 2001    | 2002    | 2003    | 2004    | 2005    | 2006    | 2007    |
| --------- | ------- | ------- | ------- | ------- | ------- | ------- | ------- | ------- |
| Print     | 257.470 | 253.864 | 251.077 | 244.346 | 239.628 | 231.868 | 218.379 | 207.845 |
| E-Zeitung | –       | –       | –       | –       | –       | 3.787   | 6.194   | 6.314   |

## DasNRC Handelsbladheute
Das NRC Handelsblad beschäftigt mehr als 200 Redakteure, wovon 20 für nrc.next und etwa ein Dutzend für die Internetausgabe und Multimediaproduktionen zuständig sind. Mit 24 Auslandskorrespondenten hat die Zeitung das größte derartige Korrespondentennetz einer niederländischen Zeitung. Die Zielleserschaft ist von jeher die Elite des Landes, die beiden Schwesterzeitungen de Volkskrant und Trouw verstehen sich zwar ebenfalls als Qualitätszeitung, richten sich jedoch nicht ganz so sehr auf eine gesellschaftliche Schicht aus.